# Bomlitz (Fluss)
Die Bomlitz ist ein rechter, knapp 22 km langer Nebenfluss der Böhme im Landkreis Heidekreis in Niedersachsen. Der industriell geprägte untere Talabschnitt ist teilweise zur Erholungslandschaft entwickelt worden.

## Geographie

### Verlauf und Charakteristik
Die Bomlitz entspringt zwischen Neuenkirchen und Soltau im Stichter See, dem während der letzten Kaltzeit als Schlatt (in diesem Raum: Flatt) entstandenen, heute großenteils verlandenden, um 1900 aber mit gut sechs Hektar noch größten natürlichen See der Lüneburger Heide (kleiner Naturstrand).
Im weiteren Verlauf durch die fast siedlungsleere Riensheide verliert der grabenartige Bach wiederholt Wasser in den durchlässigen Untergrund und an den Grundwasserstrom, der hier zum nördlich benachbarten, 20 Meter tiefer fließenden Hahnenbach gerichtet ist.
Südlich der querenden Amerikalinie bildet das allmählich tiefer werdende Bomlitztal im Bereich der Ortschaften Frielingen, Woltem, Bommelsen und Kroge (Stadt Walsrode) ein lehrbuchhaft typisches Beispiel für die einstige Kulturlandschaft im Naturraum der Fallingbosteler Lehmplatten. Eine Folge ufernaher Einzelhöfe und Weiler liegt jeweils an Querwegen zwischen den beiderseits die Talsohle begleitenden Landstraßen. Die teils gut erhaltenen, auch historische Treppenspeicher umfassenden Hofanlagen sind in kleine, alte Laubwaldbestände eingebettet, denen mit zunehmender Hofentfernung Ackerflächen und Grünland folgen. Die Äcker waren früher durch aufgebrachte Plaggen aus den randlich liegenden Heideflächen zu ertragreicheren Eschfluren kultiviert worden. Die oft anmoorigen Heideflächen sind heute weitgehend bewaldet.
Oberhalb von Bomlitz verengt sich das Tal. Dort mäandert die Bomlitz in naturnahem Auwald durch einstige Anstauflächen, die für die frühere Bommelser Papiermühle (ab 1691) und die späteren Pulverfabriken (ab 1815) angelegt worden waren. Sie durchquert dann den alten Bomlitzer Gutsbereich und anschließend über eineinhalb Kilometer die Werksteile von Dow Wolff Cellulosics, einem der größten und ältesten Standorte der Chemischen Industrie Niedersachsens. Das Werksgebiet ist durch bewaldete Steilhänge gegliedert. Das flächige Siedlungsgebiet von Bomlitz zieht sich hier den linken Hang hinauf, ähnlich wie etwas unterhalb am rechten Hang das Siedlungsgebiet von Benefeld.
Unterhalb der Brücke der Werkbahn Wolff erhöht sich das Gefälle, und der Bach durchquert das einstige Sperrgebiet und heutige Naherholungsgebiet der Lohheide. Die Reste der zwischen 1938 und 1945 betriebenen Munitionsfabrik Eibia sind teilweise noch erkennbar, teils als eingehügelte Trümmerfelder, teils als Wälle und Böschungen, mit denen die über 250 Gebäude in das bewegte Gelände integriert waren. Die Bomlitz bildet hier einen für das norddeutsche Tiefland ungewöhnlichen, gut ausgeprägten Talmäander mit bis zu 20 Meter hohen Steilhängen. Die früheren schmalen Talwiesen sind bis auf wenige vernässte Reste einem Erlenbruchwald gewichen. Der Bachlauf ist seit etwa 1850 kanalisiert, wurde aber stellenweise renaturiert. Im Dreieck der Orte Walsrode, Bad Fallingbostel und Bomlitz mündet der Bach in die Böhme, überragt von den Resten einer teilweise gesprengten Eisenbahnbrücke.

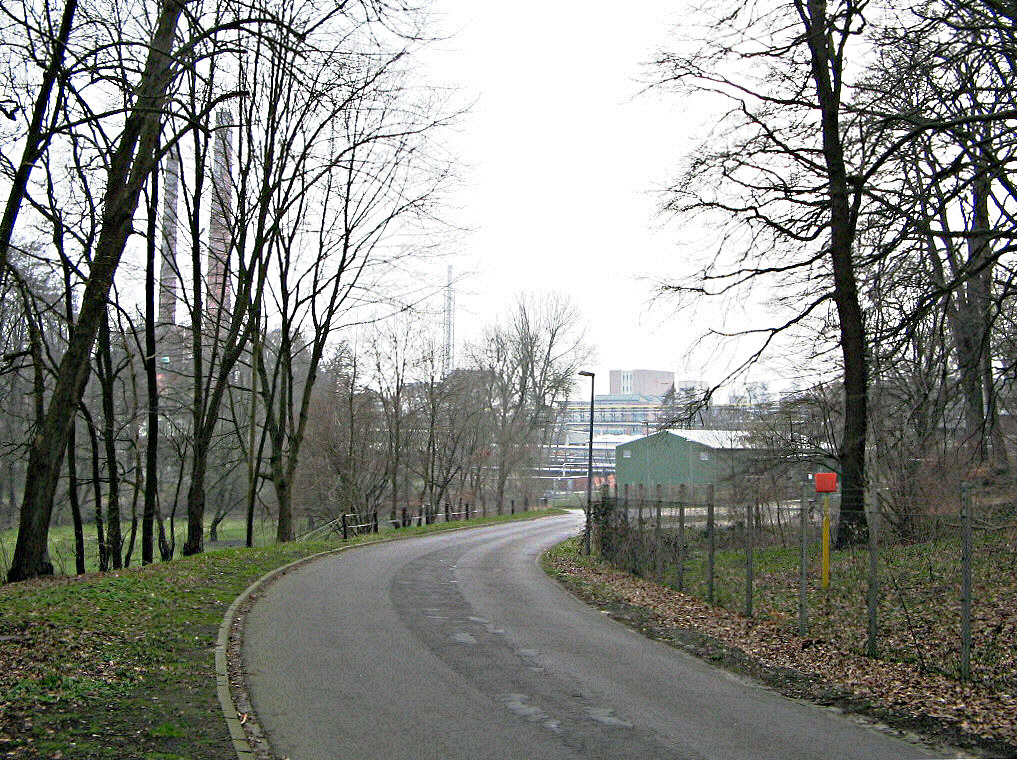
Das Bomlitztal oberhalb des sogenannten Altwerks von Dow Wolff Cellulosics
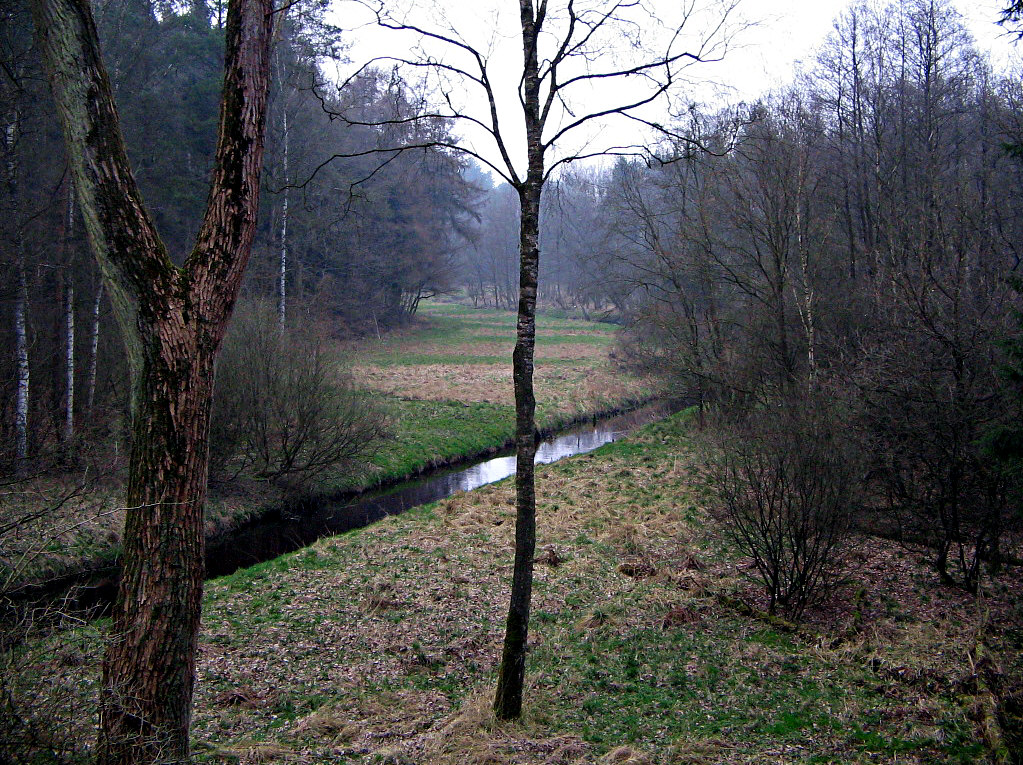
Das Bomlitztal im Erholungsgebiet Eibia-Lohheide bei Bomlitz
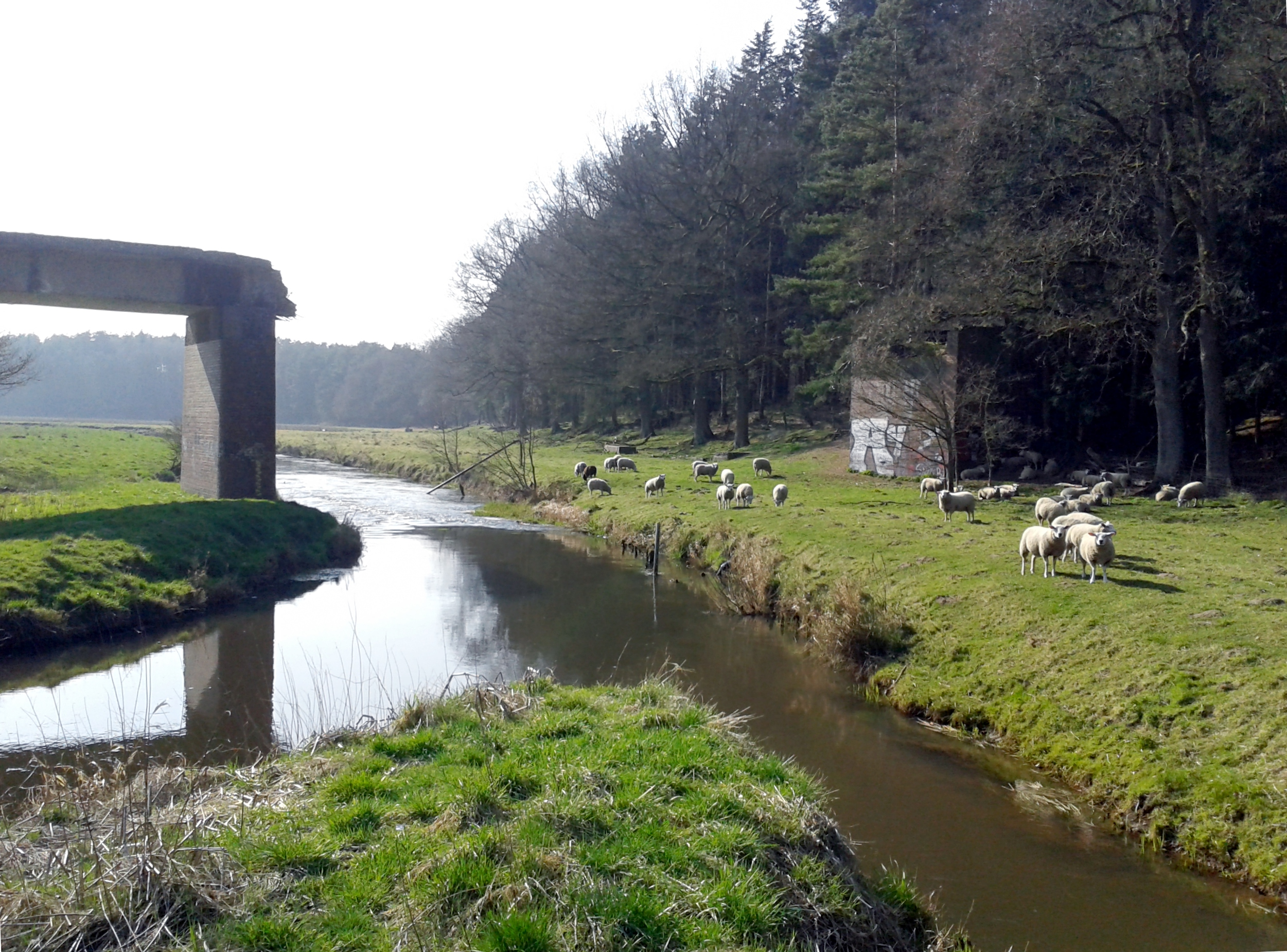
Die Mündung der Bomlitz in die Böhme mit ehemaliger Eibia-Werkbahnbrücke

### Einzugsgebiet und Naturraum
Die natürliche Wasserführung der Bomlitz von im Mittel gut einem halben Kubikmeter je Sekunde ist bei einem Einzugsgebiet von über 70 km² für die westliche Heide ungewöhnlich gering. Hauptursache sind die unterirdischen Wasserverluste nach Nordwesten zur tiefer liegenden Wümmegeest hin.
In seinem Verlauf vorgezeichnet wurde das im Oberlauf fast geradlinige Bomlitztal vor allem während der vorletzten Kaltzeit des gegenwärtigen Eiszeitalters, der Saale-Kaltzeit. Das Tal folgt verschiedenen flachen Furchen, die das überfahrende Inlandeis und seine Schmelzwässer hinterlassen haben. Es stellt nurmehr den Rest eines früheren Talzuges dar. Dessen Oberlauf zeichnet der heutige Gilmerdinger Bach nach, der später zum Hahnenbach und damit zur Wümme hin abgelenkt worden ist. Nach Süden hin setzt sich die Tallinie in einer anmoorigen Talung fort, die Walsrode (Kernstadt) von Honerdingen und Düshorn trennt. Sie ist vermutlich schon vor der Entstehung des Böhmeknies (am Ende des älteren saalekaltzeitlichen Drenthe-Stadiums vor etwa 200.000 Jahren) vom Bomlitztal abgetrennt worden.
Die für das Böhmeknie typischen schmalen Talsohlen zeigt das untere Bomlitztal besonders ausgeprägt. Das Tal durchschneidet hier weitgehend die Lockermaterialien, die vom Inlandeis der Saale-Kaltzeit und seinem Schmelzwasser ab- und umgelagert wurden: Die mehrere Meter mächtige Grundmoräne des Stadials Drenthe I wird überlagert von den Nachschüttsanden der zurückweichenden Eisfront und den Vorschüttsanden der sich wieder nähernden Eisfront des Drenthe II-Stadials. Dessen dünne, an grobem Geschiebe und Findlingen reiche Grundmoräne macht die heutigen anlehmigen Hochflächen aus. Die Drenthe-I-Grundmöräne lässt erkennen, dass das Bomlitztal im Bereich der Lohheide einen mit dem westlich benachbarten Warnautal gemeinsamen Vorläufer hatte. Über dieser Grundmöräne entspringen den Vorschüttsanden zahlreiche Quellgerinne, die nach kurzem Lauf in die Bomlitz münden und zur bewegten Topographie der Hänge beitragen.

## Name
Die Bomlitz heißt mundartlich Bommelse, von ursprünglich Bamlina in der Bedeutung von Kleiner Baumfluss als dem Hauptnebenfluss der Böhme, ursprünglich Bama, Bumen in der Bedeutung Baumfluss. Der heutige Name leitet sich vom Ort Bomlitz her, dessen Name wiederum von der Örtlichkeit am rechtwinkligen Talknick, dem Bommel-Etz oder Bommel-Letzel, hergeleitet wird.

## Zustand
Oberhalb von Bomlitz war und ist die Bomlitz gering bis mäßig belastet. Bis zum Bau der von der Firma Wolff (heute: Industriepark Walsrode) und der ehemaligen Gemeinde Bomlitz gemeinschaftlich betriebenen Großkläranlage mit 210.000 Einwohnergleichwerten galt die Bomlitz dagegen unterhalb des Werkes Wolff als eines der am stärksten belasteten Fließgewässer Niedersachsens. Drei kleine mechanische Kläranlagen konnten nicht verhindern, dass die Bomlitz merklich erwärmtes, trübes, grüngraues Wasser führte, das nur bakteriellen Lebensformen Raum gab, und dessen stark chemischer Geruch einen Aufenthalt am Ufer erschwerte. In den Jahrzehnten vor 1945 führte eine wechselnde Säurebelastung mehrfach zu Fischsterben in der Böhme, vereinzelt auch der Aller.
Bis zum Bau der Großkläranlage war sie in den Gewässergütekarten mit der höchsten Belastungsstufe gekennzeichnet. Seitdem liegt ihre Gewässergüte nach dem Sauerstoffgehalt bei der Klasse II-III, nach anderen Parametern auch ungünstiger. Geruch und Aussehen sind im Allgemeinen unauffällig, so dass ihr reizvolles enges Tal inzwischen stark von Erholungsuchenden frequentiert wird (Naherholungsgebiet Eibia-Lohheide).

## Naturschutz, Landschaftspflege
Unter Landschaftsschutz stehen das Quellgebiet der Bomlitz in der Riensheide (seit 1941, LSG HK 00023) und innerhalb des Naherholungsgebietes Eibia-Lohheide das untere Bomlitztal (seit 1984, LSG HK 00032). Unter Naturschutz stehen seit 2014 der Stichter See (Beginn des rechten Bomlitz-Quellastes) und das Gebiet um den linken Quellast aus dem Birkenmoor (NSG Riensheide mit Stichter See und Sägenmoor; LÜ 298).
Zur Sicherung einer möglichst naturnahen bis natürlichen Entwicklung erließ der Landkreis Heidekreis 2020 eine Verordnung unter anderem für die Böhme mit ihren Nebengewässern. Seitdem ist das Befahren der Bomlitz ganzjährig verboten.
Die Schüler und Schülerinnen der Oberschule Bomlitz entfernen jährlich einmal im Rahmen des Projektes „Sauberes Was?(ser)“ im näheren Umfeld Plastik und anderen Müll aus der Bomlitz.